# Brigade der Bergfalken
Die Brigade der Bergfalken (arabisch لواء صقور الجبل Liwāʾ Suqūr al-Dschabal) ist eine sunnitische Rebellengruppe im nordwestlichen Syrien. 
Die Brigade wurde von Hasan Haddsch Ali, einem ehemaligen Offizier der Streitkräfte Syriens, gegründet. Sie gehört als Truppenteil zur Freien Syrischen Armee. Nach eigenen Angaben hatte sie 2016 etwa 2500 Kämpfer in ihren Reihen. 
Seit 2014 wird die Brigade von türkischen Militärangehörigen ausgebildet. Finanziert durch Saudi-Arabien und Katar, wurde sie durch die CIA mit BGM-71 TOW Lenkwaffen ausgestattet und gehört seitdem zu einem der größten Nutzer dieser Waffe im Syrischen Bürgerkrieg.
Am Anfang des russischen Militäreinsatzes in Syrien im Oktober 2015 wurde das Hauptquartier der Brigade von 20 Raketen der Russischen Luftwaffe getroffen. Monate später geriet die Brigade in Gefechte mit der damals neu gegründeten DKS. Bis dahin hatte die Brigade nur gegen den Islamischen Staat und die Regierungstruppen von Baschar al-Assad gekämpft.
Im August 2016 schloss sie sich der Operation Schutzschild Euphrat unter türkischer Führung an.